# Booty Call
Pour plus de détails, voir Fiche technique et Distribution.
Booty Call, ou Allô Baba au Québec, est un film américain réalisé par Jeff Pollack, sorti en 1997.

## Fiche technique
- Titre : Booty Call
- Réalisation : Jeff Pollack
- Scénario : Takashi Bufford et J. Stanford Parker
- Musique : Robert Folk
- Pays de production : États-Unis
- Genre : comédie
- Date de sortie : 1997

## Distribution
- Jamie Foxx (VF : Lionel Henry) : Bunz
- Tommy Davidson (VF : Damien Boisseau) : Rushon
- Vivica A. Fox (VF : Déborah Perret) : Lysterine
- Tamala Jones : Nikki
- Ric Young : Mr Chiu
- Bernie Mac : Juge Peabody
- Amanda Tapping : Dr Moore
- Art Malik : Akmed (non crédité)
- Gedde Watanabe : Chan (non crédité)